# Carlos Portela
Cet article concerne le chanteur argentin. Pour le scénariste de bande dessinée, voir Carlos Portela (scénariste).
Carloes Portela  est un auteur-compositeur et chanteur argentin né à Buenos Aires.
Il débute à Buenos Aires, et connait rapidement le succès à la radio et télévision, dans des programmes tels que "Un alto en la huella", "Argentina canta y baila", aussi bien à Buenos aires, qu'à Córdoba, Rosario, Mendoza et autres. Il participe à de nombreux festivals  folkloriques où il est rapidement reconnu.
En 1975, il compose la chanson "Hay Que Alambrar las Malvinas", qui est enregistrée en 1978 et qui fait connaître son auteur lors du conflit des Malouines en 1982.
Carlos Portela se spécialise dans le folklore "gaucho" et est reconnu internationalement à partir de 1980, lorsque son premier disque à sortir hors de son pays natal est diffusé en Équateur, Pérou, Colombie et d'autres pays d'Amérique Latine, où il se produit également en concert.
Ses titres les plus connus sont "Un par de botas", "Amor es jarabe para el alma", "Lindo Ecuador" et bien d'autres.